# Депортация немцев после Второй мировой войны

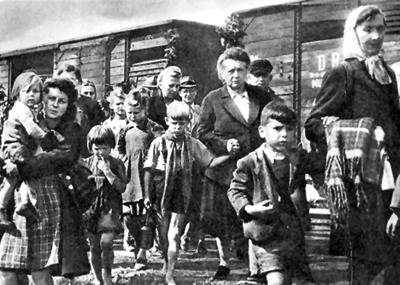
Немцы, выселяемые из Чехии. 1945 год

Депорта́ция и изгна́ние не́мцев во время и по́сле Второ́й мирово́й войны́ — процесс принудительной депортации немецкого населения стран Центральной и Восточной Европы в Германию и Австрию, имевший место в 1945—1950 годах после поражения Германии во Второй мировой войне. Всего принудительному выселению подверглось около 12—14 млн немцев. Процесс изгнания немцев Восточной Европы сопровождался организованным насилием огромных масштабов, включая полную конфискацию всего имущества, помещением немецкого гражданского населения в концентрационные лагеря, невзирая на признание депортации преступлением против человечества в статуте международного военного трибунала в августе 1945 года.

## Предшествующие события в мире
Перед Второй мировой войной в Центральной и Восточной Европе отсутствовали чёткие границы расселения этнических групп населения. Одновременно с этим присутствовали обширные территории, населённые смешанным населением различных этнических групп и народностей. Внутри этих ареалов расселения существовали многовековые традиции сосуществования и сотрудничества различных народов с самыми различными культурами, хотя и не всегда в абсолютно мирной форме. Однако, несмотря на все локальные конфликты, межэтнические и межрасовые конфликты в Европе были редкостью.

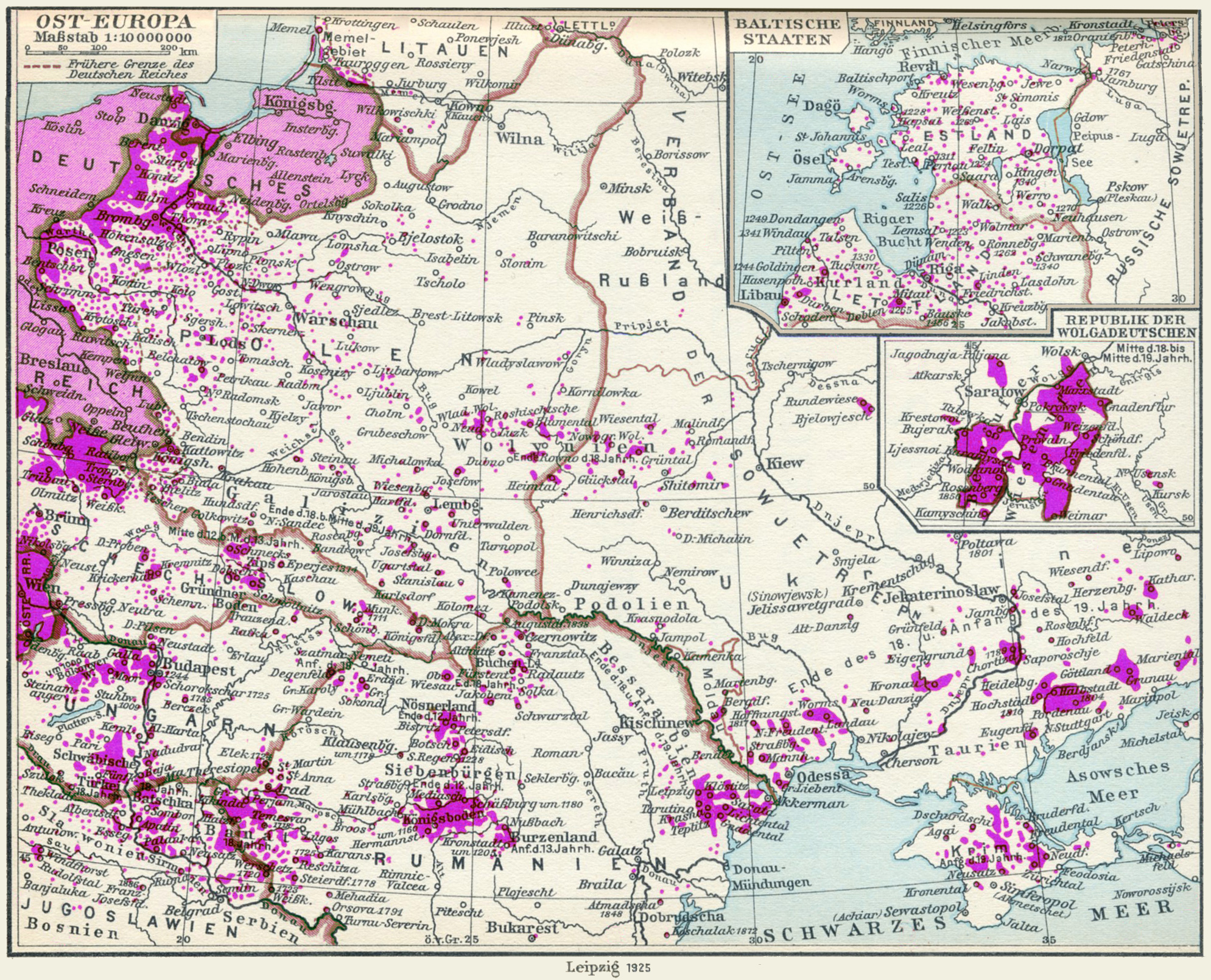
Расселение немцев в Центральной, Восточной и Юго-Восточной Европе в 1925 году

С ростом националистических настроений в XIX веке национальность граждан стран стала предметом более пристального внимания соседей и властей, особенно в вопросах принадлежности территорий расселения. Германская империя, в частности, объявила идею этнического расселения народностей. Это было сделано ею в попытке сохранения своей территориальной целостности и явилось первой в истории попыткой решения межнациональных конфликтов путём переселения народностей. Так, поляки и евреи были переселены из района «германо-польской пограничной полосы» и расселены в районах традиционного проживания немцев Германии.
Версальским договором было предусмотрено создание рекреационной зоны в Восточной и Центральной Европе с проживанием многих национальностей на общей территории. До Первой мировой войны эти территории являлись частями Австро-Венгерской, Российской и Германской империй. Невзирая на относительную сохранность последних двух политических образований в ходе войны и произошедшие в них процессы, оба государства отнюдь не являлись однородными с этнической, политической и социальной точек зрения.
В период Второй мировой войны оккупация немцами территорий Центральной и Восточной Европы привела к регистрации граждан захваченных стран с немецкими этническими корнями в фолькслисте — специальном документе, выдававшимся властями нацистской Германии фольксдойче, которые прошли процесс натурализации, и игравшим одновременно роль паспорта и удостоверения о «чистоте происхождения» на всей территории рейха. Многие подписавшие удостоверение вступления в данный список граждане занимали видные посты в нацистской администрации оккупированных стран, а некоторые из них принимали участие в нацистских преступлениях войны против местного населения, что вызывало в гражданах тех стран убеждённые антинемецкие настроения, позднее использованные администрацией стран-союзников во время оккупационного правления странами как оправдание жестокости и депортации.
Интернирование и изгнание немцев во время Второй мировой войны происходило в Великобритании и Соединённых Штатах. В программе интернирования американских немцев фигурировали 11 507 человек с немецкими корнями (относительно немного, по сравнению с интернированными 110 тысячами американских японцев), составляя 36,1 % всех лиц, интернированных в рамках Программы по контролю враждебных иностранцев Министерства Юстиции США (Department of Justice’s Enemy Alien Control Program). Также 4508 немцев были выставлены из стран Латинской Америки властями и отправлены в лагеря для интернированных на территории США. Массовое изгнание с восточного и западного побережий США в связи с вопросами военной безопасности США было санкционировано военным министерством США, но так и не было приведено в исполнение властями штатов.
Политика изгнания была частью геополитической и этнической переделки послевоенной Европы, и входила в план расплаты нацистской Германии по итогам инициированной ею Второй мировой войны, а также как возмездие за проведённые германскими и европейскими нацистами-немцами жестокие кровавые этнические чистки населения оккупированных нацистской Германией стран. Лидеры стран-союзников, Франклин Рузвельт со стороны США, Уинстон Черчилль со стороны Великобритании и Иосиф Сталин от СССР, выразили согласие относительно того, что граница территории Польши должна сместиться на Запад (не определив, впрочем, насколько далеко), с изгнанием немецкого населения этих территорий, уведомив о своём соглашении правительства Польши и Чехословакии, соответственно.

## Процесс депортации

### Первый этап: бегство и эвакуация

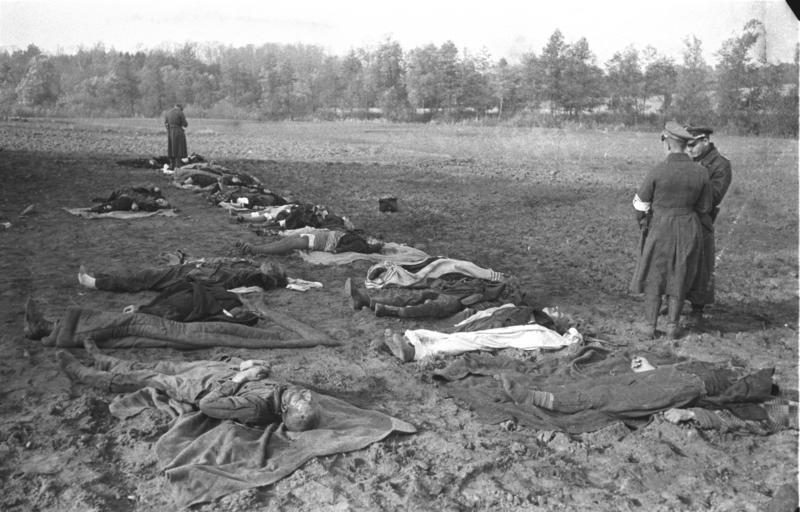
Мёртвые жители немецкой деревни Неммерсдорф, убитые советскими солдатами в ходе акта насилия против гражданского населения. События в Неммерсдорфе стали известными благодаря пропаганде рейха и вызвали паническое бегство немецкого населения из Восточной Пруссии.

В ходе развития успешного наступления советских войск осенью 1944 года германские власти организовали эвакуацию немецкого населения из Восточной Пруссии и прочих районов на запад. Эвакуация носила добровольный характер и привела к значительному уменьшению немецкого населения Кёнигсберга, сократившегося с 340 до 200 тысяч всего за несколько месяцев. С приближением частей Красной армии эвакуация приобретала всё более хаотичный характер. Многие немцы, опасаясь репрессий, бежали сами. Подобные опасения обывателей активно стимулировались паникёрскими сообщениями министерства пропаганды Рейха:
В отдельных деревнях и городах бесчисленным изнасилованиям подверглись все немецкие женщины от 10 до 70 лет. Кажется, что это делается по приказу сверху, так как в поведении русской солдатни можно усмотреть явную систему.
Так или иначе, продвижение частей Красной армии немецкое население ожидало с дурным предчувствием и страхом, ожидая только плохого обращения с собой после начала неминуемой советской оккупации. Большинство граждан рейха было абсолютно уверено в начале многочисленных репрессий против местного населения, совершении советскими войсками изнасилований и других преступлений.

### Второй этап: депортация до и после Потсдамской конференции
После окончательной победы армий стран союзников Потсдамская конференция, на которой произошла встреча лидеров СССР, США и Великобритании, фактически узаконила депортацию.
Большинство фольксдойче покинуло места проживания сразу же после окончания войны. Этот процесс, в силу его массовости и значительного влияния на этническую картину Европы, был выделен в отдельное понятие, которое получило название «исход немцев из стран Восточной Европы». Так, например, в летние и осенние месяцы 1945 года, в условиях отсутствия законно избранного парламента, президент Чехословакии Эдвард Бенеш подписывал президентские декреты (так называемые декреты Бенеша), имевшие силу закона, в том числе об изгнании немцев из Чехословакии. Вместе с немцами изгонялись венгры и коллаборационисты. Депортация немцев из Чехословакии, получившая поддержку союзных держав, осуществлялась в 1945—1946 годах. Наибольшую известность в связи с этими событиями приобрёл т. н. Брюннский марш смерти, а также трагедия в городе Ауссиг в июле 1945 года, когда погибло до 5 тыс. судетских немцев. Изгнание немцев из Восточной Европы сопровождалось масштабным организованным насилием, включая конфискацию имущества, помещение в концентрационные лагеря и депортацию.

## Территориальный охват
Депортация, формы принудительного изгнания и лишения прав в наибольшей степени затронули этническое немецкое население на территориях, присоединённых после Потсдамской конференции к Польше (ПНР), к Чехословакии (ЧССР) и Восточной Пруссии, разделённой между СССР и Польшей.
Из Чехословакии были принудительно выселены судетские немцы, а также немецкое население других регионов (см. Изгнание немцев из Чехословакии).
Из Венгрии были принудительно выселены трансильванские немцы.
В Польше немцы выселялись из южной части бывшей Восточной Пруссии, из Померании, из Силезии и из вольного города Данцига, где до войны они составляли 95 % населения.
В Советском Союзе немцы выселялись из Калининградской области РСФСР и из Клайпедского (Мемельского) края Литовской ССР.
В Югославии немцы выселялись в основном из Баната, Словении, Хорватии, Воеводины и из города Белград.
Многие из тех немцев, кто подписал фолькслист во времена нацистской Германии, автоматически сохраняли немецкое гражданство после прибытия в Германию, другие получили его несколько позже, уже во время Холодной войны. Граждане бывшего Рейха сохраняли своё гражданство в оккупированном немецком государстве, позже разделившемся на Восточную Германию и Западную Германию. Немецкое население Венгрии и Югославии депортировалось в Австрию.
Относительно небольшие группы этнических немцев до сих пор проживают в странах Центральной Азии, в основном в Казахстане. Малое количество немцев проживает также в Трансильвании в Румынии. Кроме того, некоторые из бывших фольксдойче и их потомков образуют остаточные компактные районы расселения немцев в Дании, Франции, Италии, Польше, Чехии, Словакии, Словении, Венгрии.

## Оценка последствий

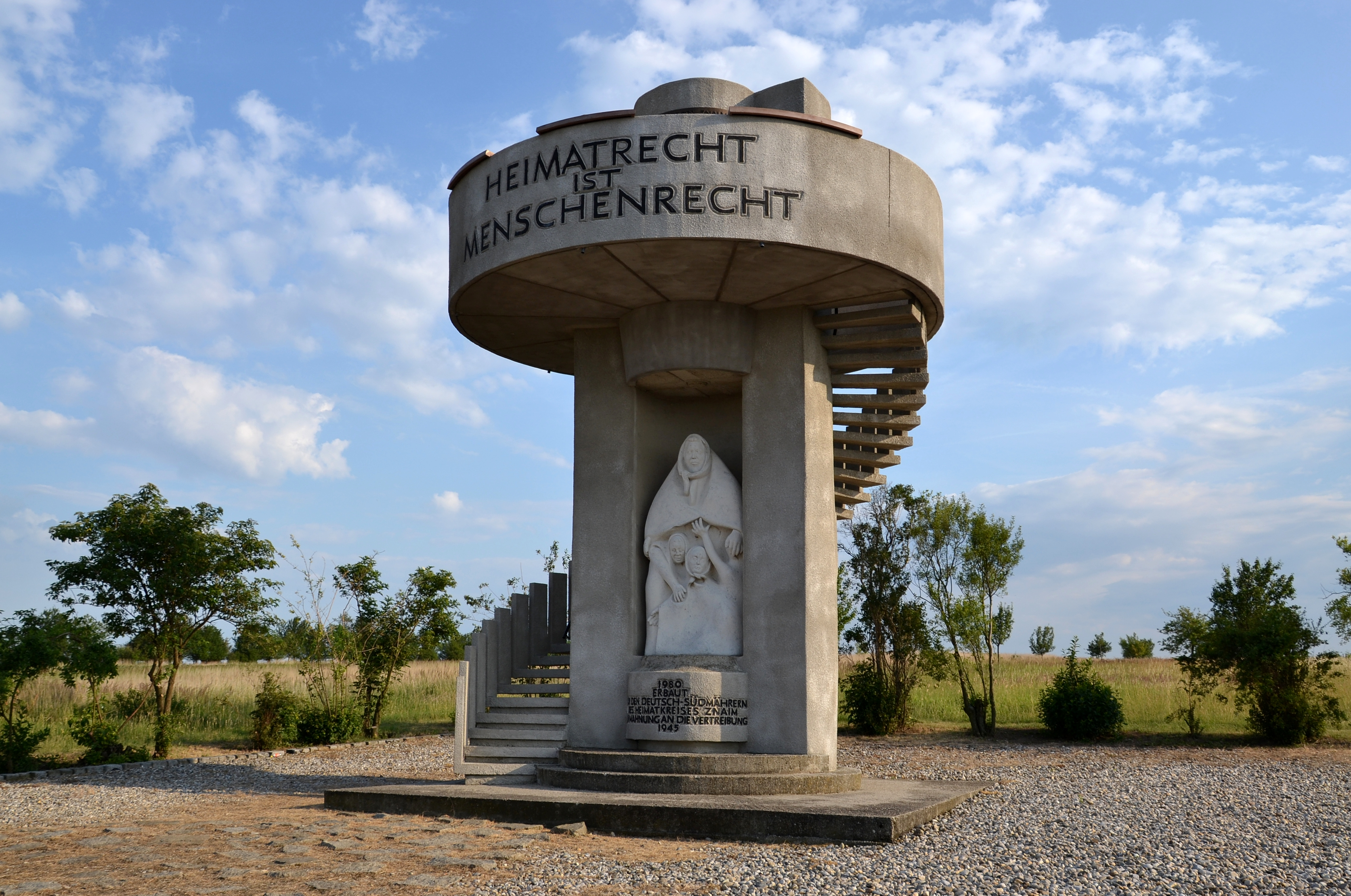
Памятник изгнанию судетских немцев (Рецбах, Австрия), на границе с Чехией

Число погибших в результате высылки оценивается в пределах от 500 тысяч до 2 миллионов человек. Последняя цифра представляет собой демографическую оценку, сделанную в Западной Германии в 1950-е годы. Более поздние оценки, сделанные рядом историков, составили 500—600 тысяч подтверждённых смертей. Они утверждают, что завышенные цифры западногерманского правительства не имеют достаточного основания и использовались для политической пропаганды во время «холодной войны». Немецкий исторический музей оценивает потери от депортации в 600 тысяч человек, отмечая, что цифра в 2 миллиона смертей, опубликованная ранее, не может быть подтверждена.
В настоящее время в Германии существуют общины немцев, депортированных из различных регионов, ныне относящихся к Польше, Чехии, Литве, Калининградской области. При поддержке общин публикуют свои исследования различные историки, среди которых широкую известность получил бывший чиновник ООН Альфред де Зайас.